# Киселевка (приток Панфиловки)
Киселевка — река в Томской области России, левый приток Панфиловки. Устье реки находится в 7 км от устья Панфиловки по левому берегу. Протяжённость реки 20 км. Высота устья 118 м.

## Данные водного реестра
По данным государственного водного реестра России относится к Верхнеобскому бассейновому округу, водохозяйственный участок реки — Чулым от водомерного поста села Зырянское до устья, речной подбассейн реки — Чулым. Речной бассейн реки — (Верхняя) Обь до впадения Иртыша.
Код водного объекта — 13010400312115200021681.